# Liste der Biografien/Rodn
Liste der Biografien |
Portal Biografien |
Personensuche
# |
A |
B |
C |
D |
E |
F |
G |
H |
I |
J |
K |
L |
M |
N |
O |
P |
Q |
R |
S |
T |
U |
V |
W |
X |
Y |
Z |
?
 
Ra |
Rb |
Rd |
Re |
Rh |
Ri |
Rj |
Rk |
Rl |
Rm |
Rn |
Ro |
Rr |
Rs |
Rt |
Ru |
Rv |
Rw |
Rx |
Ry |
Rz
 
Roa |
Rob |
Roc |
Rod |
Roe |
Rof |
Rog |
Roh |
Roi |
Roj |
Rok |
Rol |
Rom |
Ron |
Roo |
Rop |
Roq |
Ror |
Ros |
Rot |
Rou |
Rov |
Row |
Rox |
Roy |
Roz 
 
Roda |
Rodb |
Rodd |
Rode |
Rodf |
Rodg |
Rodh |
Rodi |
Rodj |
Rodk |
Rodl |
Rodm |
Rodn |
Rodo |
Rodr |
Rods |
Rodt |
Rodu |
Rodw |
Rody |
Rodz
Die Liste der Biografien führt alle Personen auf, die in der deutschsprachigen Wikipedia einen Artikel haben. Dieses ist eine Teilliste mit 18 Einträgen von Personen, deren Namen mit den Buchstaben „Rodn“ beginnt.

## Rodn

### Rodne
- Rodnei (* 1985), brasilianischer Fußball- und Futsalspieler
- Rodney, Brendon (* 1992), kanadischer Leichtathlet
- Rodney, Bryan (* 1984), kanadischer Eishockeyspieler
- Rodney, Caesar (1728–1784), Gouverneur von Delaware; Unterzeichner der Unabhängigkeitserklärung der Vereinigten Staaten
- Rodney, Caesar A. (1772–1824), US-amerikanischer Politiker
- Rodney, Caleb (1767–1840), US-amerikanischer Politiker
- Rodney, Daniel (1764–1846), US-amerikanischer Politiker
- Rodney, George B. (1803–1883), US-amerikanischer Politiker (Whig Party)
- Rodney, George, 1. Baron Rodney (1718–1792), britischer Flottenadmiral
- Rodney, George, 10. Baron Rodney (1953–2011), britischer Politiker
- Rodney, Meleni (* 1998), grenadische Sprinterin
- Rodney, Red (1927–1994), US-amerikanischer Jazztrompeter
- Rodney, Thomas (1744–1811), US-amerikanischer Jurist und Politiker
- Rodney, Walter (1942–1980), guyanischer Historiker und Politiker

### Rodni
- Rodnianski, Igor (* 1972), russisch-US-amerikanischer mathematischer Physiker und Mathematiker
- Rodnina, Irina Konstantinowna (* 1949), sowjetische EiskunstläuferinIrina Konstantinowna Rodnina (* 1949)

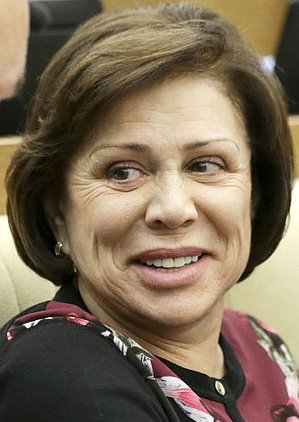
Irina Konstantinowna Rodnina (* 1949)

- Rodnina, Marina (* 1960), deutsch-ukrainische Biochemikerin

### Rodnj
- Rodnjanskyj, Oleksandr (* 1961), ukrainischer Regisseur, Produzent und Medienmanager, Gründer des Fernsehsenders „1 + 1“